# Жученко, Павел Данилович
Па́вел Дани́лович Жуче́нко (род. 13 января 1904, слобода Чернянка, Курская губерния — 21 февраля 1965, Киев) — советский офицер, полковник артиллерии, командующий артиллерией 52-го стрелкового корпуса 40-й армии Воронежского фронта, участник Великой Отечественной войны, Герой Советского Союза (1943).

## Биография
Родился 14 января 1904 года в слободе Чернянка, Чернянская волость, Новооскольский уезд, Курская губерния  в крестьянской семье. Украинец. Отец - Жученко Даниил Захарович - работал в кустарной кузнице. Мать - Елена Игнатьевна - была домохозяйкой. В семье было  семеро детей: пять братьев и две сестры. Окончил 7 классов. Уже с 15 лет начал самостоятельно работать в колхозе имени XVII партсъезда Чернянского района. Работал секретарём Новооскольского комитета комсомола.
В 1922 году добровольцем вступил в ряды в Красной Армии. Служил разведчиком, начальником орудия, помощником командира взвода. В 1927 году Павел Жученко окончил Одесскую артиллерийскую школу. В 1931 году выехал в Донбасс и работал сначала забойщиком, а затем десятником на шахте.
В 1941 году закончил два курса Военной Академии имени М. В. Фрунзе. Принимал участие в боях Великой Отечественной войны с июня 1941 года. За годы войны он воевал на Карельском, Волховском, Воронежском, 1-м Украинском фронтах, участвовал в боях под Ленинградом, на Курской дуге, на Днепре. Был награждён двумя орденами Красного Знамени, двумя орденами Красной Звезды, орденом Отечественной войны 2-й степени, медалями.
В сентябре 1943 года полковник Жученко был назначен командующим артиллерией 52-го стрелкового корпуса 40-й армии. Когда корпус вышел к Днепру и 21 сентября начал переправу на правый его берег, полковник Жученко П.Д. в исключительно трудных условиях при острой нехватке плавсредств и под огнём противника умело организовал переправу артиллерийских частей и подразделений, благодаря чему вся артиллерия соединений корпуса в течение трёх дней была переправлена на правый берег и поставлена на боевые позиции. Все контратаки противника были отбиты. С 23 сентября по 16 октября 1943 года полковник Жученко умело управлял огнём артиллерийских групп, отражавших вражеские контратаки, способствуя тем самым удержанию и расширению войсками корпуса букринского плацдарма на правом берегу реки.
Указом Президиума Верховного Совета СССР от 24 декабря 1943 года командующему артиллерией 52-го стрелкового корпуса полковнику Жученко Павлу Даниловичу присвоено звание Героя Советского Союза с вручением ордена Ленина и медали "Золотая Звезда" (№ 1984).
После войны П. Д. Жученко продолжил службу в Советской Армии. В 1952 году он окончил академические курсы при Военной артиллерийской академии. В 1964 году уволен в запас. Жил работал на Украине в Киеве. Умер 21 февраля 1965 года, похоронен на Лукьяновском кладбище города Киева.